# Mapeamento contrativo
Em matemática, uma função de contração, ou simplesmente contração ou contrator, em um espaço métrico (M, d) é uma função f de M para si mesma, com a propriedade de que existe algum número real {\displaystyle 0\leq k<1} tal que para todos os x e y em M,
{\displaystyle d(f(x),f(y))\leq k,d(x,y).}
O menor valor de k que satisfaz essa condição é chamado de constante de Lipschitz de f. Mapas contraídos são às vezes chamados de mapas Lipschitzianos. Se a condição acima for satisfeita para k ≤ 1, então o mapeamento é chamado de função não expansiva.
Em termos gerais, a ideia de um mapeamento contrativo pode ser definida para mapas entre espaços métricos. Assim, se (M, d) e (N, d') são dois espaços métricos, então {\displaystyle f:M\rightarrow N} é um mapeamento contrativo se houver uma constante {\displaystyle 0\leq k<1} tal que
{\displaystyle d'(f(x),f(y))\leq k,d(x,y)}
para x e y em M.
Todo mapeamento contraído é uma função Lipschitz contínua e, desse forma, uniformemente contínuo (para uma função Lipschitz contínua, a constante k nem sempre é necessariamente menor que 1).
Um mapeamento contrativo tem no máximo um ponto fixo. Além disso, o Teorema do ponto fixo de Banach afirma que todo mapeamento contrativo em um espaço métrico completo não vazio tem um ponto fixo único, e que para qualquer x em M a sequência de função iterada x, f (x), f (f (x)), f (f (f (x))), ... converge para o ponto fixo. Esse conceito é muito útil para sistemas de funções iterativas onde mapeamentos contrativos são frequentemente utilizados. O teorema do ponto fixo de Banach também é aplicado para provar a existência de soluções de equações diferenciais ordinárias, e é usado em uma prova do teorema da função inversa.
Mapeamentos contrativos desempenham um papel importante em problemas de programação dinâmica.

## Mapeamento firmemente não expansivo
Um mapeamento não expansivo com {\displaystyle k=1} pode ser generalizado para um mapeamento firmemente não expansivo em um espaço de Hilbert {\displaystyle {\mathcal {H}}} se o seguinte valer para todos os x e y em {\displaystyle {\mathcal {H}}}:
{\displaystyle |f(x)-f(y)|^{2}\leq ,\langle x-y,f(x)-f(y)\rangle .}
em que
{\displaystyle d(x,y)=|x-y|}.
Esse é um caso especial de operadores não expansivos médios com {\displaystyle \alpha =1/2}. Um mapeamento firmemente não expansivo é sempre não expansivo, via a desigualdade de Cauchy-Schwarz.
A classe de mapas firmemente não expansivos é fechada sob combinação convexa, mas não sob composições. Essa classe inclui mapeamentos proximais de funções próprias, convexas e semicontínuas inferiores, portanto, também inclui projeção ortogonal em conjuntos convexos fechados não vazios. A classe de operadores firmemente não expansivos é igual ao conjunto de resolventes de operadores maximalmente monotônicos. Surpreendentemente, enquanto iterar mapas não expansivos não tem garantia de encontrar um ponto fixo (por exemplo, multiplicação por -1), uma firme não-expansividade é suficiente para garantir convergência global para um ponto fixo, desde que um ponto fixo exista. Mais precisamente, se {\displaystyle {\text{Fix}}f:={x\in {\mathcal {H}}\ |\ f(x)=x}\neq \varnothing }, então para qualquer ponto inicial {\displaystyle x_{0}\in {\mathcal {H}}}, ao iterar
{\displaystyle (\forall n\in \mathbb {N} )\quad x_{n+1}=f(x_{n})}
resulta em convergência para um ponto fixo {\displaystyle x_{n}\to z\in {\text{Fix}}f}. Essa convergência pode ser fraca em um ambiente de dimensão infinita.

## Mapa de subcontração
Um mapa de subcontração ou subcontratante é um mapa f em um espaço métrico (M, d) tal que
{\displaystyle d(f(x),f(y))\leq d(x,y);}
{\displaystyle d(f(f(x)),f(x))<d(f(x),x)\quad {\text{a menos que}}\quad x=f(x).}
Se a imagem de um subcontratante f for compacta, então f tem um ponto fixo.

## Espaços localmente convexos
Em um espaço localmente convexo (E, P) com topologia dada por um conjunto P de seminormas, pode ser definido para qualquer p ∈ P um p-contrativo como um mapa f tal que haja algum kp < 1 tal que p(f(x) − f(y)) ≤ kp p(x − y). Se f for um p-contrativo para todos p ∈ P e (E, P) for sequencialmente completo, então f tem um ponto fixo, dado como limite de qualquer sequência xn+1 = f(xn), e se (E, P) for Hausdorff, então o ponto fixo é único.